# Opération Charnwood
Seconde Guerre mondiale
Batailles
Opérations de débarquement (Neptune)
- Tonga (Deadstick, Batterie de Merville)
- Albany (Chicago, Manoir de Brécourt)
- Boston (Detroit)
- Utah Beach
- Omaha Beach (Pointe du Hoc)
- Gold Beach
- Juno Beach
- Sword Beach

Secteur anglo-canadien
- Caen
- Authie
- Perch (Villers-Bocage)
- Putot
- Bretteville-l'Orgueilleuse
- Norrey
- Mesnil-Patry
- Martlet
- Epsom
- Windsor
- Charnwood
- Jupiter
- Atlantic
- Goodwood
- Crête de Verrières
- Spring
- Bluecoat
- Totalize
- Tractable

Secteur américain
- Carentan
- Cotentin
- Cherbourg (Bombardement)
- Bataille des Haies (Elle, Saint-Lô, La Haye-du-Puits)
- Cobra
- Mortain

Fin de la bataille de Normandie et libération de l'Ouest
- Rennes
- Saint-Malo
- Brest
- Poche de Falaise
- Chambois
- Paris

Mémoire et commémorations
- Cimetières militaires de la bataille de Normandie
- Commémorations du 70e anniversaire
- Projet UNESCO de classement des plages

L'opération Charnwood est une opération des Alliés lors de la bataille de Caen pendant la bataille de Normandie au cours de la Seconde Guerre mondiale.

## Contexte
Dans le cadre de la campagne de Normandie, Caen est un objectif principal du Jour J pour la IIe Armée britannique. La prise de Caen et des plaines environnantes est considérée comme importante pour permettre aux Alliés de construire des aérodromes, pour continuer le mouvement de libération vers le sud, et pour poser une menace qui épuiserait et concentrerait les forces et les réserves allemandes à l'est, facilitant ainsi le combat des forces alliés à l'ouest. Caen se trouve à cheval sur l'Orne. Sa capture donnerait aux Canadiens et aux Anglais une bonne position stratégique. Cependant, le Jour J, la 3e division d'infanterie échoua pour la conquête de la ville. Les deux offensives suivantes, les opérations Perch et Epsom, échouèrent à leur tour. Au vu du peu d'options restantes, il fut choisi que le 1er Corps lancerait un assaut frontal pour prendre la ville.

## Forces en présence
Forces alliées
- 1er Corps
  - 3e divisions d'infanterie britannique
  - 3e Division d'infanterie canadienne
  - 59e division Staffordshire (en).

Forces allemandes
- 12e Panzerdivision SS Hitlerjugend
- 16. Luftwaffen-Feld-Division

## Plan
Le 1er Corps contenait deux divisions endurcies, la 3e divisions d'infanterie britannique et la 3e Division d'infanterie canadienne, ainsi qu'une division fraichement arrivée, la 59e division Staffordshire (en).
 
La 59e division attaquerait les villages au nord de Caen qui étaient alors aux mains des Allemands, la 3e division britannique prendrait Lébisey et les territoires à l'ouest de Caen, tandis que la 3e division canadienne s'occuperait de conquérir l'aérodrome de Carpiquet, ce qui avait déjà été tenté lors de l'opération Windsor quelques jours auparavant, ainsi que la périphérie est de la ville.
Dans l'espoir de limiter les pertes alliées, le plan prévoit l'utilisation de bombardiers lourds pour pilonner les défenses allemandes, nettoyer les routes et augmenter le moral des troupes d'infanteries britannique et canadienne. Une zone d'environ 4 000 yards (3,6 km) de large, dans la périphérie nord de Caen, là où des éléments de la 12e Panzerdivision SS Hitlerjugend et la 16e division terrestre de la Luftwaffe s'étaient retranchés, fut désignée comme cible. Le raid était prévu pour le 7 juillet dans la soirée.

## 7 juillet
À 21h00 le 7 juillet 1944, 467 avions alliés larguèrent plus de 2 500 tonnes de bombes sur la ville, le premier assaut tactique de cette taille sous la responsabilité de la Royal Air Force Bomber Command. En 40 minutes de bombardement, la cité médiévale était réduite a néant. À 23h00, les artilleries des 1er et 8e Corps entamèrent  un long et lourd bombardement sur les positions susceptible d'abriter des Allemands le long de la ligne de front.

## 8 juillet

Un carabinier du 1er Corps, à couvert dans une rue de Caen lors de l'opération Charnwood.

À 04h30 le 8 juillet, l'artillerie concentra ses tirs sur le devant des lignes des 3e et 59e divisions. Elle allongeait progressivement le tir à mesure que les troupes avançaient dans le secteur de la 3e division, formant ainsi un rideau de feu ; de rudes combats eurent lieu dans le village d'Herouville, près de Lebisey, ce dernier tombant relativement facilement. Pendant ce temps, la 59e division avançait vers Galmanche et La Bijude, toujours à une bonne distance de Caen. À la suite de ces événements, le général Heinrich Eberbach, désormais commandant de la Panzergruppe West, arriva dans la région de Caen et observa l'attaque britannique depuis les aciéries de Colombelles. Constatant l'état de la 16e division terrestre de la Luftwaffe combattant maintenant la 3e division, Elberbach ordonna le déplacement de la 21e division de Panzer pour lui venir en aide. Cependant, aussitôt qu'ils commencèrent à bouger, les Panzer furent arrêtés par un lourd barrage naval, les empêchant d'accomplir la mission d'Elberbach.
À 11h00, la bataille s'était intensifiée, la 59e division était confrontée à une résistance féroce de la part de la 12e division SS à La Bijude ainsi qu'à Galmanche, leur progression était ralentie. La 3e division réussit une avancée qui permit en fin de soirée à la 185e Brigade de s'emparer du point 64, surplombant la ville de Caen. Des patrouilles de la brigade commencèrent alors à entrer dans les ruines, pour constater que tout futur mouvement massif des troupes serait extrêmement ralenti à cause du grand nombre de débris présents. La nuit tombée, la 59e division réussi à prendre le contrôle de La Bijude et Épron, mais ne fit pas d'autre progrès.
Sur le front de la 3e division canadienne, l'avancée fut lente. De violents combats firent rage dans le village de Buron toute la journée du 8 juillet, la 12e division SS résistait jusqu'au dernier homme. Pendant ce temps la 7e brigade réussit à libérer Authie et l'Abbaye d'Ardenne avant de faire une halte pour la nuit. Il fut rapidement reporté que les Allemands battaient en retraite. Le 1er Corps se préparait à prendre Caen le jour suivant.

## 9 juillet
Les patrouilles anglaises et canadiennes commencèrent à infiltrer Caen dès l'aube. La 3e division canadienne prit l'aérodrome de Carpiquet assez facilement, les Allemands s'étant retirés, puis se mit à se déplacer vers l'est de Caen. La 59e division britannique rencontra une opposition plus forte dans le secteur nord ; en fin d'après-midi, elle avait cependant vaincu la 21e division de Panzer et avançait de nouveau vers la ville. Au milieu de la matinée, la 3e division britannique entra dans la ville par la droite et pris position le long de l'Orne l'après-midi. Durant cette attaque, l'équivalent d'un régiment de la 16e division de la Luftwaffe fut anéantit.
Le pertes furent lourdes pour les assaillants, les tireurs d'élite ainsi que l'artillerie allemandes étaient toujours en activité dans la ville et il fut rapporté que la 1re division SS de Panzer arrivait maintenant aux alentours de Caen. De plus, les décombres entravaient gravement le mouvement des troupes et des véhicules. Il fut alors décidé de stopper toute offensive pour permettre de nettoyer les routes et de lever des renforts. L'opération Charnwood était terminée.

## Conséquences

Caen, en ruine après le bombardement.

Charnwood fut un succès pour les Alliés. Mais bien que la partie de Caen située au nord de l'Orne reposait maintenant dans les mains des Alliés, tout le sud de la ville, ainsi que la banlieue des faubourgs de Vaucelles et les aciéries de Colombelles (qui, grâce à leur haute cheminée, fournissaient un excellent poste d'observation) restaient en possession des Allemands. Malgré cela, l'opération Charnwood fut un succès stratégique dans le sens où elle fit croire aux Allemands que la principale offensive alliée viendrait du secteur britannique. Lors des opérations Goodwood et Atlantic, le 2e Corps canadien réussit à nettoyer le secteur sud de Caen, en dépit de la forte résistance allemande.
Il fut rapidement découvert que le bombardement aérien fut très largement contre-productif. Pire, parce que les bombes furent lâchées sur une zone urbaine, elles firent de nombreux morts parmi les civils français. L'attaque au sol ne venant que 6 heures après la fin des bombardements, le chaos causé fut négligeable, et pour finir l'utilisation de bombes très lourdes (environ 225 et 450 kg) eu pour résultat l'amoncellement de décombres qui retardèrent l'avancée des blindés dans la ville. Après la capture de la ville, une étude révéla qu'il n'y avait aucun signe de postes de tir, chars ou cadavres allemands dans la zone visée[réf. souhaitée].
La leçon qui fut retirée de Charnwood fut la nécessité d'utiliser des bombes plus légères mais plus nombreuses, pour éviter de créer une trop grande quantité de débris. Cette leçon fut appliquée pour les opérations qui suivirent, comme l'opération Goodwood et dans une moindre mesure lors de l'opération Cobra.

## Jeu vidéo
L'opération Charnwood, avec les offensives précédentes et suivantes dans la région de Caen, constitue le scénario de la campagne anglaise dans le jeu de stratégie en temps réel Company of Heroes: Opposing Fronts.